# Terre Haute
Terre Haute – miasto w Stanach Zjednoczonych, w stanie Indiana, nad rzeką Wabash. Liczy nieco ponad 60 tysięcy mieszkańców.
W Terre Haute ma swój główny kampus Uniwersytet Stanu Indiana (ang. Indiana State University).
W mieście rozwinął się przemysł papierniczy, chemiczny, spożywczy oraz fonograficzny.

## Miasta partnerskie
- Tambow (Rosja)
- Tajimi (Japonia)